# Oliver Rick
Oliver Rick (* 10. Mai 1967 in Frankfurt am Main) ist ein deutscher Hämatologe und Onkologe und Professor an der Philipps-Universität Marburg.

## Leben
Von 1989 bis 1996 studierte er Humanmedizin an der FU Berlin. Nach der Promotion am 11. November 1997 (magna cum laude) im Fachbereich Humanmedizin der Freien Universität Berlin. Am 25. Februar 2004 schloss er sein Habilitationsverfahren (Erstgutachter: Axel Zander, Zweitgutachter: Rainer Hofmann) ab (Ernennung zum Privatdozenten und Erteilung der Lehrbefugnis und Lehrbefähigung an der Charité, Universitätsklinikum der Humboldt-Universität zu Berlin). Seit 2005 ist er leitender Arzt der Klinik Reinhardshöhe, Fachklinik für onkologische Rehabilitation in Bad Wildungen-Reinhardshausen und ständiger Vertreter in der hämatologisch-onkologischen Schwerpunktpraxis Dr. Stahl. Die Umhabilitation an den Fachbereich Medizin der Philipps-Universität Marburg erfolgte 2005.

## Werke (Auswahl)
- Identifikation von Annexin V als Rezeptor für Influenzaviren. 1997, OCLC 634083994 (zugleich Dissertation, FU Berlin 1997).
- Therapieoptimierungsverfahren bei Patienten mit rezidivierten oder progredienten Keimzelltumoren. Hochdosischemotherapie, Residualtumorresektion und Supportivtherapie. 2004, OCLC 835565271 (zugleich Habilitationsschrift, HU Berlin 2004).
- mit Rainer Stachow: Klinikleitfaden medizinische Rehabilitation. Urban & Fischer, München 2011, ISBN 3-437-22406-9.